# Axiom Station

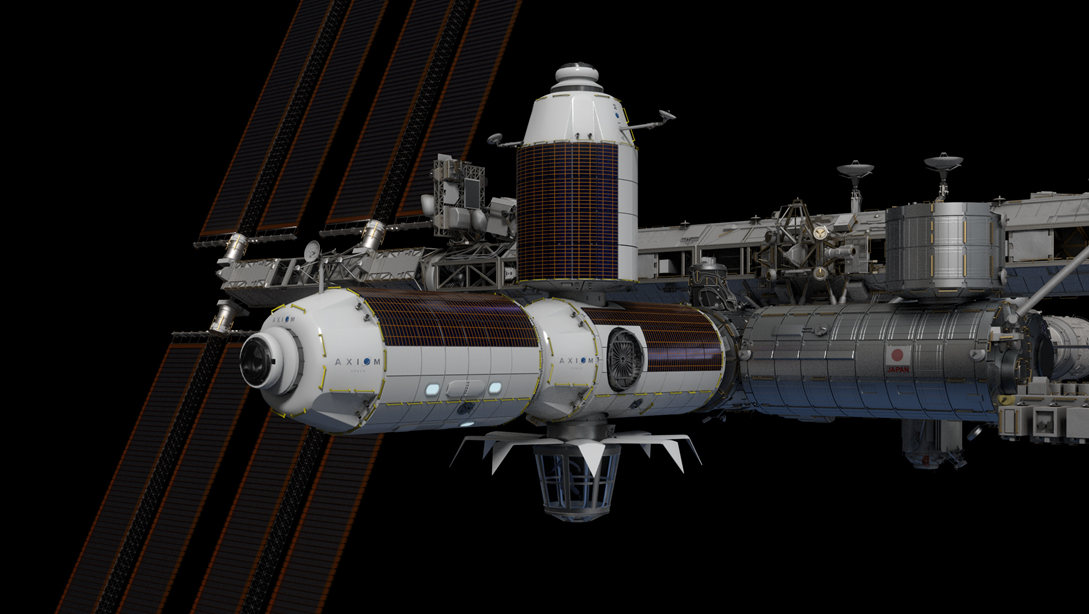

Axiom Station även Axiom Segment är en planerad privat finansierad rymdstation av företaget Axiom Space. Rymdstationen kommer börja som en utbyggnad av Internationella rymdstationen (ISS).
Senast vid skrotningen av ISS kommer Axiom delen av stationen frigöras och bli en egen rymdstation.
De fyra huvmodulerna tillverkas av Thales Alenia Space. Första delen av rymdstationen planeras att skjutas upp i slutet av 2025.